# Anhões e Luzio
Anhões e Luzio (oficialmente: União das Freguesias de Anhões e Luzio) é uma freguesia portuguesa do município de Monção, com 14,38 km² de área e 196 habitantes (censo de 2021). A sua densidade populacional é 13,6 hab./km².

## História
Foi constituída em 2013, no âmbito de uma reforma administrativa nacional, pela agregação das antigas freguesias de Anhões e Luzio.

## Demografia
A população registada nos censos foi:
| Distribuição da População por Grupos Etários | Distribuição da População por Grupos Etários | Distribuição da População por Grupos Etários | Distribuição da População por Grupos Etários | Distribuição da População por Grupos Etários | Distribuição da População por Grupos Etários |
| -------------------------------------------- | -------------------------------------------- | -------------------------------------------- | -------------------------------------------- | -------------------------------------------- | -------------------------------------------- |
| Antes da agregação                           |                                              |                                              |                                              |                                              |                                              |
| Ano                                          | 0-14 anos                                    | 15-24 anos                                   | 25-64 anos                                   | >= 65 anos                                   | Total                                        |
| 2001                                         | 25                                           | 23                                           | 160                                          | 139                                          | 347                                          |
| 2011                                         | 9                                            | 17                                           | 99                                           | 135                                          | 260                                          |
| Após a agregação                             |                                              |                                              |                                              |                                              |                                              |
| Ano                                          | 0-14 anos                                    | 15-24 anos                                   | 25-64 anos                                   | >= 65 anos                                   | Total                                        |
| 2021                                         | 6                                            | 7                                            | 71                                           | 112                                          | 196                                          |